# Sindi Turf Hindnagar
Sindi Turf Hindnagar es una ciudad censal situada en el distrito de Wardha en el estado de Maharashtra (India). Su población es de 20956 habitantes (2011). Se encuentra a 1 km de Wardha y a 75 km de Nagpur. 

## Demografía
Según el censo de 2011 la población de Sindi Turf Hindnagar era de 20956 habitantes, de los cuales 10823 eran hombres y 10133 eran mujeres. Sindi Turf Hindnagar tiene una tasa media de alfabetización del 94,06%, superior a la media estatal del 82,34%: la alfabetización masculina es del 96,84%, y la alfabetización femenina del 91,11%.